# جعبه کمک‌های اولیه

نشانه جهانی کمک‌های اولیه

جعبه کمک‌های اولیه، جعبه یا کیفی حاوی تدارکات و تجهیزاتی است که در صورت لزوم بتوان با آن اقدام به انجام کمک‌های اولیه نمود.

## محتویات
به‌طور کلی یک جعبه کمک‌های اولیه برحسب نوع نیاز، دارای لوازم و وسایل گوناگونی است. جعبه کمک‌های اولیه یک امدادگر حرفه‌ای با جعبه کمک‌های اولیه مورد استفاده در اتومبیل شخصی از نظر نوع وسایل و ملزومات تفاوت دارد. همچنین، جعبه کمک‌های اولیه مورد استفاده در منزل با جعبه کمک‌های اولیه یک مدرسه از نظر حجم و تنوع وسایل داخل جعبه متفاوت است.
بنابراین فهرست زیر فقط حداقل‌های مورد نیازیست که باید در این جعبه وجود داشته باشد تا بتوان به آن عنوان جعبه کمک‌های اولیه کامل را اطلاق نمود.

### مواد شیمیایی

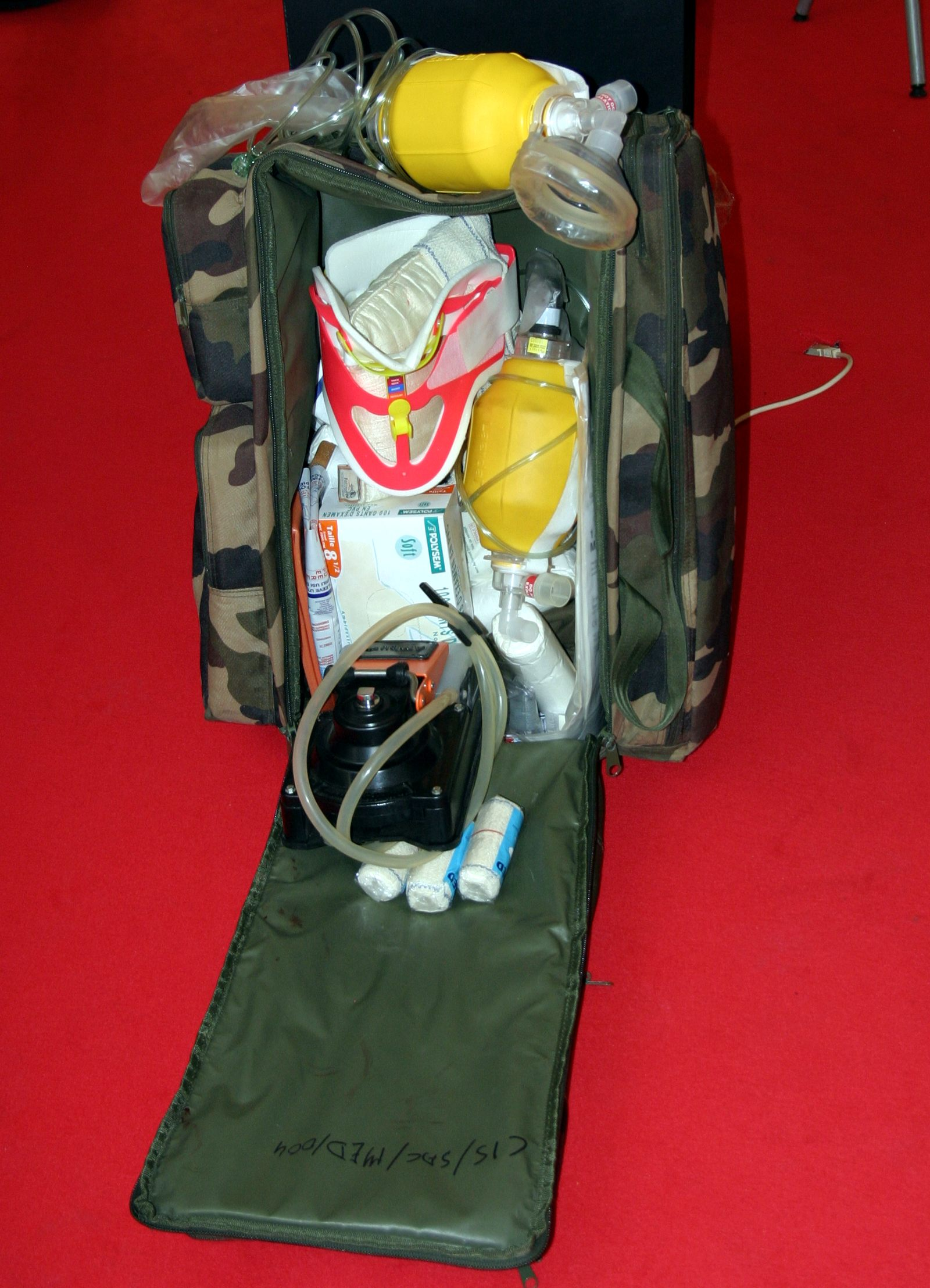
کیف کمک‌های اولیه در ارتش فرانسه

- محلول بتادین و سرم فیزیولوژی
- الکل سفید (ضد عفونی کننده)
- محلول آمونیاک (محرک تنفسی)
- محلول (ضد عفونی کننده)
- ژل سوختگی
- آمپول آدرنالین
- کیت مارگزیدگی
- آنتی شوک
- پودر ORS

### داروها
- آسپرین
- استامینوفن
- قرص بروفن
- قرصهای ضد اسهال
- قرصهای ضد سرما خوردگی
- آنتی هیستامین
- قرصهای ضد تهوع
- دیازپام رکتال
- داروهای ملین (روغن بادام)
- قرص هیوسین
- قرص متوکلوپرامید یا پلازیل
- پماد سوختگی
- پماد گزیدگی حشرات
- آدرنالین
- قرص مترانیدازول

### وسایل
- پنبه استریل
- گاز یا تنزیب استریل در ابعاد مختلف
- باند یا نوار در اندازه‌های مختلف
- پماد جنتامایسین و پماد تتراسیکلین
- ژل شوینده
- درجه تب (ترمومتر)
- قیچی جراحی
- قیچی بانداژ
- پنست، انبرک یا موچین
- سرنگ آماده برای تزریق ضروری در اندازه‌های ۲و ۵ و ۱۰ سانتیمتر مکعبی
- تخته شکسته‌بندی کوچک و بزرگ (آتل)
- باند سه گوش و باند نواری
- کیف یخ یا کمپرس سرد آنی
- کیسه آب گرم (مبارزه با سرما یا درد)
- چسب زخم
- لوکوپلاست یا نوار چسب که برای بستن و ثابت نگه داشتن پانسمان بکار می‌رود.
- پودر تالک (برای دستکش، ماساژ، نوزاد)
- پماد ایکتیول (برای باز کردن دمل و کورک)
- گیلاس مدرج
- گیلاس چشم‌شویی
- برس
- آئینه کوچک
- صابون و حوله و کبریت
- دستکش استرلیزه
- قرصهای تصفیه آب
- باند زخم
- زانو بند
- سوت
- نخ و سوزن بخیه
- چراق قوه وفندک یا

کبریت

## نگارخانه
